# Scatopsidae
Scatopsidae (ookwel mestmuggen) zijn een familie uit de orde van de tweevleugeligen (Diptera), onderorde muggen (Nematocera). Wereldwijd omvat deze familie zo'n 34 genera en 407 soorten.

## In Nederland waargenomen soorten
- Genus: Anapausis
  - Anapausis albohalterata
  - Anapausis haemorrhoidalis
  - Anapausis rectinervis
  - Anapausis soluta
  - Anapausis talpae
- Genus: Apiloscatopse
  - Apiloscatopse flavicollis
  - Apiloscatopse flavocincta
  - Apiloscatopse picea
  - Apiloscatopse scutellata
- Genus: Aspistes
  - Aspistes berolinensis
- Genus: Coboldia
  - Coboldia fuscipes
- Genus: Colobostema
  - Colobostema nigripenne
  - Colobostema triste
- Genus: Ectaetia
  - Ectaetia lignicola
  - Ectaetia platyscelis
- Genus: Efcookella
  - Efcookella albitarsis
- Genus: Ferneiella
  - Ferneiella incompleta
- Genus: Holoplagia
  - Holoplagia lucifuga
  - Holoplagia transversalis
- Genus: Parascatopse
  - Parascatopse litorea
- Genus: Reichertella
  - Reichertella geniculata
  - Reichertella nigra
  - Reichertella pulicaria
- Genus: Rhexoza
  - Rhexoza subnitens
- Genus: Scatopse
  - Scatopse notata
- Genus: Swammerdamella
  - Swammerdamella acuta
  - Swammerdamella brevicornis
- Genus: Thripomorpha
  - Thripomorpha bifida
  - Thripomorpha cooki
  - Thripomorpha coxendix
  - Thripomorpha halterata
  - Thripomorpha paludicola
  - Thripomorpha verralli